# For the King
For the King é um RPG eletrônico roguelike desenvolvido pela desenvolvedora canadense IronOak Games e publicado pela Curve Games. Foi lançado em fevereiro de 2017 para acesso antecipado no Steam com lançamento completo em abril de 2018. A jogabilidade gira em torno da exploração, limpeza de masmorras e coleta de novos equipamentos e armas na terra fictícia de Fahrul, com modos cooperativo e de um jogador disponíveis. Uma sequência, For the King II, foi lançada em 2 de novembro de 2023.

## Jogabilidade
For the King é um jogo de RPG com elementos de estratégia e roguelike. Os jogadores podem escolher entre várias aventuras, que oferecem um objetivo ou desafio único para o jogador. Estão disponíveis tanto para um jogador quanto cooperativo. As arenas para esses mapas são geradas aleatoriamente para cada jogada, mas no geral cada aventura é consistente em quais cidades, inimigos e terrenos aparecem ao longo do mapa. Antes de começar cada aventura, um grupo é criado pelo jogador ou jogadores, variando de um a três personagens em tamanho. A aparência cosmética de cada personagem pode ser escolhida, bem como a classe do personagem, que determina as armas e equipamentos iniciais, bem como o quão forte ou fraco o personagem será em relação a cada característica, das quais existem sete no jogo; força, vitalidade, inteligência, consciência, talento, velocidade e sorte. O valor de cada característica varia de 1 a 95, mas raramente cai abaixo de 40 para um personagem, com o valor correspondendo a uma chance percentual de sucesso em um ataque ou outra ação que esteja associada à respectiva característica, fazendo com que o sistema de combate e exploração se comporte de forma semelhante aos sistemas baseados em dados dos RPGs de mesa tradicionais. Ao contrário de muitos outros jogos de RPG baseados na era medieval, as classes em For the King são profissões medievais, em vez de títulos estritamente baseados em guerra. Por exemplo, a função de ferreiro no jogo assume a função tradicional de classe de 'guerreiro' ou 'tanque' e a classe de estudioso assume a função tradicional de classe de 'mago'.
Os vários tiles que compõem o mapa do jogo são hexagonais, e o personagem do jogador pode interagir com um inimigo ou local quando seu próprio personagem é movido para o mesmo tile. Cada personagem no grupo se reveza para se mover e comprar ou vender itens adquiridos, como armas, armaduras ou consumíveis. O movimento é baseado no valor do traço de velocidade de um personagem em terra e no valor do traço de talento no mar. Quando um jogador inicia o combate com um inimigo em um tile específico, personagens próximos do grupo e inimigos podem se juntar à luta. Além disso, os personagens podem encontrar eventos aleatórios no jogo que fornecem uma oportunidade de obter benefícios como aumento de movimento, itens ou cura. O foco, um recurso no jogo, pode ser utilizado pelos personagens para aumentar as chances de resultados desejados dentro e fora do combate e pode ser reabastecido por habilidades ou consumíveis.
Assim como o movimento pelo mapa, o combate é baseado em turnos, com o combate sendo iniciado quando o personagem de um jogador é movido para um ladrilho ocupado por um inimigo com inimigos próximos e personagens no grupo criado capazes de entrar em uma batalha. O combate também pode ser iniciado se um personagem for emboscado por inimigos enquanto atravessa ladrilhos desocupados. Durante a batalha, os participantes podem atacar diretamente um ou mais oponentes, enfraquecer as habilidades de um oponente, fortalecer as habilidades de um aliado ou usar consumíveis. Personagens do grupo que têm sua barra de saúde esgotada podem ser revividos por aliados se houver vidas restantes no pool compartilhado, e o combate termina quando um lado é completamente derrotado ou quando um lado recua. O foco pode ser utilizado em uma batalha para aumentar as chances de uma ação ou ataque ter sucesso.
Em cada aventura, os jogadores atravessam Fahrul e coletam equipamentos, completam missões secundárias, lutam contra inimigos e progridem na respectiva linha de missões principal da aventura. O jogo apresenta um ciclo dia-noite, que pode mudar quais inimigos estão presentes no mapa e se certas lojas estão acessíveis. As várias cidades ao longo do mapa oferecem serviços que reabastecem o foco ou a saúde, mercados onde mercadorias podem ser compradas e vendidas e um local onde missões secundárias podem ser iniciadas, o que pode conceder grandes somas de ouro, vidas extras para o pool compartilhado ou itens. Essas missões secundárias geralmente envolvem derrotar inimigos e adquirir e entregar itens de missão. Uma aventura termina quando a masmorra final é limpa ou quando todos os personagens morrem em uma batalha. Ao longo de uma aventura, os jogadores podem acumular "lore", que funciona como uma moeda que o jogador pode utilizar para comprar novas classes, bem como novos pontos de interesse e itens que têm a chance de aparecer em aventuras futuras.

## Desenvolvimento
O desenvolvimento do For the King foi realizado por uma equipe central de três pessoas; Colby Young, Gord Moran e David Lam, que trabalharam nas indústrias de videogames indie e AAA. Os membros do grupo já haviam trabalhado em jogos como Ryse: Son of Rome, Dead Rising 2 e a série Need for Speed. Os três deixaram seus empregos para formar a IronOak Games e com fundos pessoais, bem como dinheiro arrecadado por meio de uma campanha no Kickstarter, a produção do jogo foi financiada. A campanha originalmente tinha uma meta de CA$ 40.000, mas eventualmente arrecadou CA$ 133.661 de mais de 3.000 apoiadores.
Muitos dos elementos de design do jogo vêm de um conceito de jogo de tabuleiro criado por Colby Young vários anos antes de começar o projeto. Young afirmou que o estilo de arte limpo e simples do jogo foi amplamente inspirado em RPGs 3D de primeira geração e também permitiu que a pequena equipe criasse facilmente uma maior variedade no ambiente, itens e personagens dentro do jogo.

## Recepção
For the King recebeu avaliações "geralmente favoráveis", de acordo com o agregador de avaliações Metacritic nas plataformas PC, Xbox One e Nintendo Switch, e uma classificação "mista ou média" no PlayStation 4. Dom Reseigh-Lincoln, escrevendo para a Nintendo Life, elogiou a agência concedida aos jogadores, em particular, a capacidade dos personagens do grupo de se separarem, adicionando um toque único à jogabilidade e separando o jogo de outros no gênero. No entanto, Reseigh-Lincoln acreditava que a alta variabilidade que resultou do sistema de combate e exploração baseado em dados, juntamente com a dificuldade e o aspecto de "morte permanente" do jogo, poderia criar alguns cenários especialmente difíceis para o jogador que deixavam pouco em seu controle. Jonathan Bolding, da PC Gamer, também achou a jogabilidade punitiva às vezes, mas que, no final das contas, permitiu um final de jogo gratificante. Ele também achou o estilo de arte do jogo muito agradável e, às vezes, bem-humorado.